# مارکو پاکل
مارکو پاکل (استونیایی: Marko Pachel؛ زادهٔ ۲۵ سپتامبر ۱۹۷۲) شناگر اهل استونی بود. وی در بازی‌های المپیک تابستانی ۱۹۹۲ شرکت کرده است.